# أرماندو رانغيل هرنانديز
أرماندو رانغيل هرنانديز هو سياسي مكسيكي، ولد في 20 أكتوبر 1965 في ولاية غواناخواتو في المكسيك. نشط حزبياً في حزب العمل الوطني. وقد انتخب عضو مجلس النواب المكسيك ‏.